# ۷۳۲ (میلادی)
۷۳۲ (میلادی) هفتصد و سی و دومین سال تقویم میلادی است.

## درگذشتگان
‎